# Images and Words: Live in Tokyo
Images and Words: Live in Tokyo je prvo video album izdanje američkog progresivnog metal sastava Dream Theater. Na DVD-u se nalazi većina nastupa sastava u Nakano Sun Plaza dvorani u Tokyu, snimljenog 26. kolovoza 1993. godine. U DVD su uključeni i intervjui, video komentari i tri glazbena videa pjesama s albuma Images and Words: "Pull Me Under", "Another Day" i "Take the Time".

## Popis izvedbi
1. "Intro"
2. "Under a Glass Moon"
3. "The Making of Images and Words
4. "Pull Me Under" (glazbeni video)
5. "Take the Time" (glazbeni video)
6. "Kimonos & Condoms"
7. "Wait for Sleep"
8. "Surrounded"
9. "Ytse Jam/Drum Solo"
10. "Another Day" (glazbeni video)
11. "To Live Forever"
12. "A Fortune in Lies"
13. "Abbey Road"
14. "Puppies on Acid/Take the Time"
15. "On the Road '93"
16. "Pull Me Under"

## Dodatne informacije
- 2004. godine, Live in Tokyo je izdan kao prvi DVD u dvostrukom DVD izdanju Images and Words / 5 Years in a LIVEtime.

## Izvođači
- James LaBrie - vokali
- John Petrucci - gitara
- John Myung - bas-gitara
- Mike Portnoy - bubnjevi
- Kevin Moore - klavijature

## Vanjske poveznice
- Službene stranice Dream Theatera  Arhivirana inačica izvorne stranice od 29. prosinca 2008. (Wayback Machine) - Images and Words